# Can Mimó
Can Mimó és una masia situada dins el terme municipal de Sabadell, als afores de la ciutat, prop del pla de Sant Nicolau. Es troba en estat ruïnós des de l'any 2000, però està protegida pel Pla Especial de Protecció del Patrimoni Arquitectònic de l'Ajuntament de Sabadell. Documentada des del 1199, la van renovar completament a principis del segle xx. Es reconeix de lluny per la torre rodona d'obra vista d'un antic molí de vent. És un dels masos més antics de Sabadell.
Els Mimó intervingueren activament en la política de la vila, principalment al segle xviii.